# Hans von Beseler
Hans Hartwig von Beseler, né le 27 avril 1850 à Greifswald et mort le 20 décembre 1921 à Neu-Babelsberg), est un général et un homme politique allemand, au service du Royaume de Prusse puis de l'Empire allemand.

## Carrière militaire
Hans von Beseler est issu d'une famille originaire du duché de Schleswig. Fils du juriste Georg Beseler (1809-1888) et frère du ministre Max von Beseler (de), il s'engage en 1868 dans l'Armée prussienne et prend part à la guerre de 1870. Il suit ensuite les cours de l'Académie de guerre de Prusse. En 1893, il devient chef de division au Ministère de la guerre de l'Empire allemand ; il est nommé en 1898 commandant du 65e régiment d'infanterie et en 1899 à l'état-major de l'Armée impériale allemande. Le 27 janvier 1904, il prend la suite de Alfred von Schlieffen. Il devient ensuite lieutenant général et commandant de la 6e division d'infanterie, puis inspecteur général des forteresses. En 1910, il donne sa démission puis rejoint le parti conservateur et il devient député pour la Prusse jusqu'en 1912.
Après le déclenchement de la Première Guerre mondiale, Beseler, comme Paul von Hindenburg, reprend du service actif et il est nommé commandant du 3e corps de réserve (de) qui obtient des succès sur le front de l'ouest, notamment la prise d'Anvers en 1914, et, plus tard, sur le front de l'est, la prise de la forteresse de Novogeorgievsk (Modlin), en Pologne, le 20 août 1915.

## Gouverneur de Pologne
Le 26 août 1915, Beseler est désigné comme Gouverneur général de la partie de la Pologne occupée par l'Allemagne. Avec l'aide active de ses proches collaborateurs, de certains nobles polonais, en particulier Bogdan von Hutten-Czapski, il remet en activité les universités polonaises de Varsovie. Il publie la proclamation de novembre 1916 des deux empereurs François-Joseph et Guillaume II recréant le royaume de Pologne. Il tente, en créant une « force armée polonaise », de prouver que le but des puissances centrales est bien la création d'un État « indépendant » pour la Pologne. Cependant les Légionnaires de Józef Piłsudski et les officiers de la nouvelle armée polonaise refusent de prêter serment aux deux empereurs Guillaume II et Charles Ier. Les officiers qui refusent de se soumettre sont internés, Piłsudski est envoyé dans la forteresse de Magdebourg.
Au moment de la révolution de novembre 1918, Beseler s'enfuit déguisé en travailleur le 12 novembre 1918 avec ses deux adjoints à bord d'un navire mis à sa disposition par les hommes de Piłsudski et qui redescend la Vistule. Il meurt en 1921 à Potsdam et il est inhumé au cimetière des Invalides de Berlin.